# Filip Šebesta
Filip Šebesta (* 18. Mai 1995) ist ein tschechischer Dartspieler.

## Karriere
Filip Šebesta gewann 2012 die Czech Open bei den Junioren. 2020 nahm er erfolglos an der PDC Qualifying School teil. Sein Debüt auf der European Darts Tour gab Šebesta bei den Czech Darts Open 2022, wo er Dave Chisnall mit einem Whitewash unterlag. Auch beim World Masters 2022 schied er vorzeitig gegen den Österreicher Christian Gödl mit 4:5 aus. 2023 versuchte er erneut ohne Erfolg bei der PDC Qualifying School eine Tourkarte zu gewinnen. Über den Eastern Europe Qualifier konnte er sich dann für die Baltic Sea Darts Open sowie für die European Darts Open qualifizieren.
Auch 2024 nahm Šebesta an der Q-School teil und erspielte sich am ersten Tag direkt die Teilnahme an der Final Stage. Dabei schaffte er jedoch nur einen weiteren Sieg und errang somit keine Tour Card.